# Bohumil Šťastný (1874)
Bohumil Šťastný (14. ledna 1874 Bystrc – 25. září 1937 Brno) byl moravský učitel a spisovatel, pracovník v hasičském hnutí.

## Život
Narodil se v rodině nadučitele Vojtěcha Šťastného (1843–1920) a Josefy, rozené Kreuzwieserové (1847). Měl 11 sourozenců: Vladimíra (1869–1889), Marii (1870–1887), Boženu (1872), Vojtěcha (1875), Jaroslava (1879), Antonína (1881), Ludmilu (1883), Josefu Kratochvílovou (1887), Vladimíra (1892), Vincence (1885–1971), Marii (1890). Jeho strýc byl Vladimír Šťastný. Bohumil se roku 1906 oženil Cecílií Sojkovou (1881).
Byl učitelem v Bystrci, Říčanech (1902–1911) a v Ponětovicích (1911–1933); členem Sboru dobrovolných hasičů v Ponětovicích, Učitelské jednoty, Svatoboru, předsedou Hasičské záložny v Brně, župním vzdělavatelem a od roku 1929 vzdělavatelem brněnského kraje.
Psal prózu, poezii, divadelní hry, z oblasti hasičské texty vzdělávacího a organizačního charakteru. Přednášel v rozhlase, byl váženým slavnostním řečníkem (přes 300 přednášek), přispíval do tří desítek časopisů (900 článků, 700 básní). Publikoval v novinách (Moravská orlice, Lidové noviny) a časopisech (Ochrana hasičská, Slezský hasič, Slovácký hasič, Český hasič). Používal pseudonymy: J. Lužný, B. Poněta, B. Ponětovský.
V Brně bydlel na adrese Smetanova 61.

### Vyznamenání a pocty
- učitelská vyznamenání
- Zlatý záslužný kříž Moravské zemské jednoty hasičské
- čestný člen několika hasičských jednot
- čestný starosta hasičské župy XVI

## Dílo

### Verše
- U stromečka: Děti Ježíškovi: Vánoční hry, řikánky, písně a koledy – sestavil. Brno: Občanská tiskárna, 1934

### Próza
- Bedřich Smetana a jeho díla – Brno: 1896
- Dr. Antonín Dvořák – Brno: 1904
- Obrázky z dějin hasičstva – Brno
- Konec románu – Brno: 1905
- Z údolí Pohádky máje – Brno: 1905
- Bratři – Brno: 1906
- Česká opera a její skladatelé – Brno: 1906
- Alejí vzpomínek – Brno: 1907
- Mezi svými – Brno: 1908
- Tajemství – Brno: 1908
- Hoře lásky – Brno: 1909
- Z pamětí staré školy – Brno 1920
- Z pamětí obce Ponětovic – Brno: 1921

- Červený kohout: román z hasičského života – Brno: Hasičská župa XVI, 1925
- Monsignore Vladimír Šťastný – ze života a paměti kněze-buditele. Brno: Občanská tiskárna, 1936

Bez nakladatele

### Drama
- Červený kohout: obraz ze života hasičského o 4 dějstvích a 1 proměně – zpracoval Jindřich Dohnal se svolením autora stejnojmenného románu Bohumila Šťastného. Hukvaldy: vlastním nákladem, 1927